# Fosfè

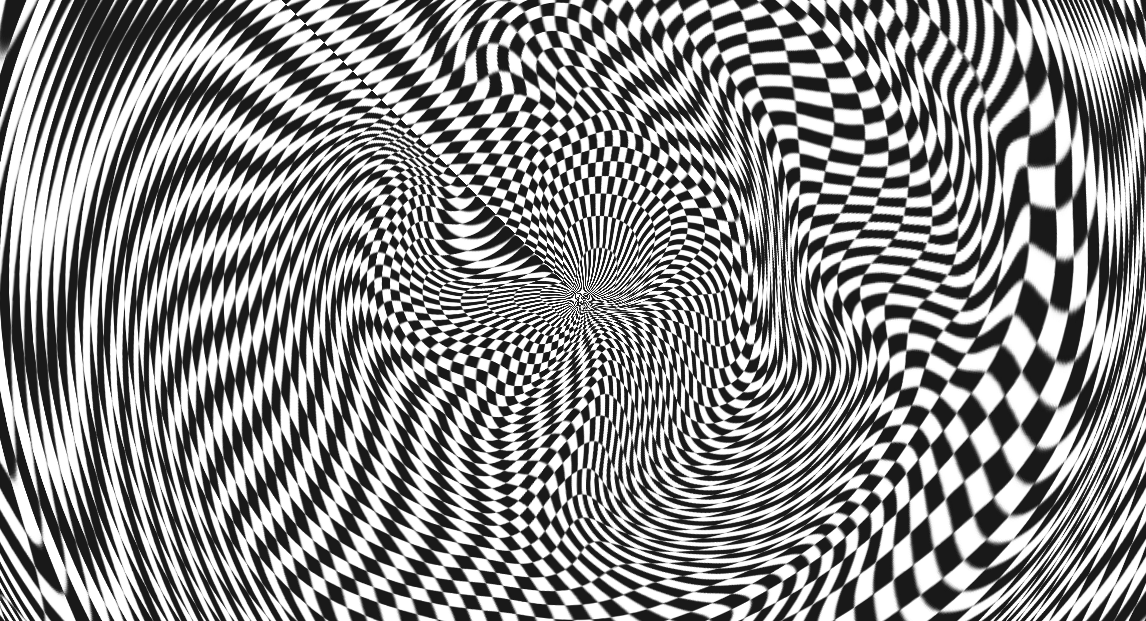
Representació artística d'un fosfè, causat per l'estimulació mecànica de la retina.

|  | Aquest article tracta sobre la il·lusió visual. Vegeu-ne altres significats a «fosfà». |

Un fosfè o fosfé és un fenomen caracteritzat per la sensació de veure taques lluminoses que és causat per l'estimulació mecànica, elèctrica o magnètica de la retina o escorça visual. Un exemple de fosfè són els patrons lluminosos que es veuen al fregar les parpelles amb forta pressió. Els fosfens són un fenomen entòptics. Els fosfens han estat posats en relació amb la neuritis òptica.

## Història
En 1918 Lowenstein i Borchard van descobrir que després de l'estimulació elèctrica del còrtex visual apareixien fosfens. Penfield i el seu grup de recerca en la dècada de 1950 van confirmar els fosfens i que l'estimulació elèctrica de certes zones de el cervell produïen imatges (fosfens) com sons, sensacions tàctils.

## Fosfens i pròtesis neuronals
Brindley i Lewin, de la Universitat de Cambridge, i un grup d'investigadors de la Universitat de Utah, dirigits per Dobelle, van estudiar a fons els fosfens i van establir els fonaments per fer una pròtesi visual basada en senyals elèctrics injectades mitjançant elèctrodes al còrtex visual. El 1976 el grup de Dobelle va aconseguir que cecs de llarga durada aconseguissin veure caràcters Braille utilitzant sis elèctrodes. La lectura era molt més ràpida que fent servir el tacte.
Eren els primers intents de realitzar pròtesis neuronals. Avui encara no estan ben establertes ja que continua havent-hi problemes amb la implantació permanent d'elèctrodes al cervell: oxidació, inflamació de les meninges, etc.
El 2002 l'Institut d'Astrofísica de les Canàries va desenvolupar un programa de substitució sensorial en què es crea un espai visual sonor. Es crea un espai sonor que els cecs poden interpretar. Pensem per exemple que tots els objectes es recobreixen de campanetes que sonen al mateix volum, la distància ve assenyalada pel nivell d'aquest volum.